# Boisemont, Eure
 Boisemont là một xã thuộc tỉnh Eure trong vùng Normandie miền bắc nước Pháp.